# San Marino ai Giochi della XXXII Olimpiade
San Marino ha partecipato ai Giochi della XXXII Olimpiade che si sono svolti a Tokyo dal 23 luglio all'8 agosto 2021. Inizialmente erano previsti dal 24 luglio al 9 agosto 2020, ma sono stati posticipati per la pandemia di COVID-19. Con cinque atleti, tre uomini e due donne, la delegazione ha ottenuto le prime medaglie olimpiche in assoluto di San Marino.

## Medaglie
| Riepilogo quotidiano | Riepilogo quotidiano | Riepilogo quotidiano | Riepilogo quotidiano | Riepilogo quotidiano | Riepilogo quotidiano | Riepilogo quotidiano |
| -------------------- | -------------------- | -------------------- | -------------------- | -------------------- | -------------------- | -------------------- |
| Giorno               | Data                 |                      |                      |                      | Totale               |                      |
| 6º                   | 29                   | 0                    | 0                    | 1                    | 1                    |                      |
| 8º                   | 31                   | 0                    | 1                    | 0                    | 1                    |                      |
| 13º                  | 5                    | 0                    | 0                    | 1                    | 1                    |                      |
| Totale               | Totale               | 0                    | 1                    | 2                    | 3                    |                      |

### Medagliere per disciplina
| Sport  | Oro | Argento | Bronzo | Totale |
| ------ | --- | ------- | ------ | ------ |
| Tiro   | 0   | 1       | 1      | 2      |
| Lotta  | 0   | 0       | 1      | 1      |
| Totale | 0   | 1       | 2      | 3      |

### Medaglie
| Medaglia | Nome                                | Sport        | Evento         |
| -------- | ----------------------------------- | ------------ | -------------- |
| Argento  | Alessandra Perilli Gian Marco Berti | Tiro         | Trap a squadre |
| Bronzo   | Alessandra Perilli                  | Tiro         | Trap femminile |
| Bronzo   | Myles Amine                         | Lotta libera | 86 kg maschile |

## Delegazione
| Sport  | Uomini | Donne | Totale |
| ------ | ------ | ----- | ------ |
| Judo   | 1      | 0     | 1      |
| Lotta  | 1      | 0     | 1      |
| Nuoto  | 0      | 1     | 1      |
| Tiro   | 1      | 1     | 2      |
| Totale | 3      | 2     | 5      |

## Judo
Paolo Persoglia ha ricevuto una wild card.
| Atleta          | Evento          | Preliminari          | 16-esimi             | Ottavi               | Quarti               | Semifinali           | Ripescaggio          | Finale               | Posizione       |
| Atleta          | Evento          | Avversario Risultato | Avversario Risultato | Avversario Risultato | Avversario Risultato | Avversario Risultato | Avversario Risultato | Avversario Risultato | Posizione       |
| --------------- | --------------- | -------------------- | -------------------- | -------------------- | -------------------- | -------------------- | -------------------- | -------------------- | --------------- |
| Paolo Persoglia | −90 kg maschile | Bye                  | van 't End P 00–10   | Non qualificato      | Non qualificato      | Non qualificato      | Non qualificato      | Non qualificato      | Non qualificato |

## Lotta
Myles Amine si è qualificato alle Olimpiadi approdando alle semifinali dei Campionati mondiali di lotta 2019.
| Atleta      | Evento          | Ottavi                  | Quarti               | Semifinali           | Ripescaggio          | Finale / FB                 | Pos. |
| Atleta      | Evento          | Avversario Risultato    | Avversario Risultato | Avversario Risultato | Avversario Risultato | Avversario Risultato        | Pos. |
| ----------- | --------------- | ----------------------- | -------------------- | -------------------- | -------------------- | --------------------------- | ---- |
| Myles Amine | -86 kg maschile | Izquierdo Méndez V 12–2 | Taylor P 2–12        | Non qualificato      | Šabanaŭ V 2–0        | Finale 3º posto Punia V 4–2 |      |

## Nuoto
San Marino ha ricevuto un universality place di partecipazione.
| Atleta          | Gara                          | Semifinali | Semifinali | Finale          | Finale          |
| Atleta          | Gara                          | Tempo      | Pos.       | Tempo           | Pos.            |
| --------------- | ----------------------------- | ---------- | ---------- | --------------- | --------------- |
| Arianna Valloni | 800 m stile libero femminili  | 8'54"78    | 29ª        | Non qualificata | Non qualificata |
| Arianna Valloni | 1500 m stile libero femminili | 16'54"64   | 31ª        | Non qualificata | Non qualificata |

## Tiro a segno/a volo
San Marino si è garantito le qualificazioni olimpiche in base ai risultati ottenuti ai Campionati mondiali di tiro 2018.
| Atleta                              | Gara           | Qualificazione | Qualificazione | Finale          | Finale          |
| Atleta                              | Gara           | Punteggio      | Classifica     | Punteggio       | Classifica      |
| ----------------------------------- | -------------- | -------------- | -------------- | --------------- | --------------- |
| Gian Marco Berti                    | Trap maschile  | 121            | 18º            | Non qualificato | Non qualificato |
| Alessandra Perilli                  | Trap femminile | 122            | 2ª Q           | 29              |                 |
| Gian Marco Berti Alessandra Perilli | Trap a squadre | 148+0          | 2ª Q           | 40              |                 |